# Angertorstraßenfest

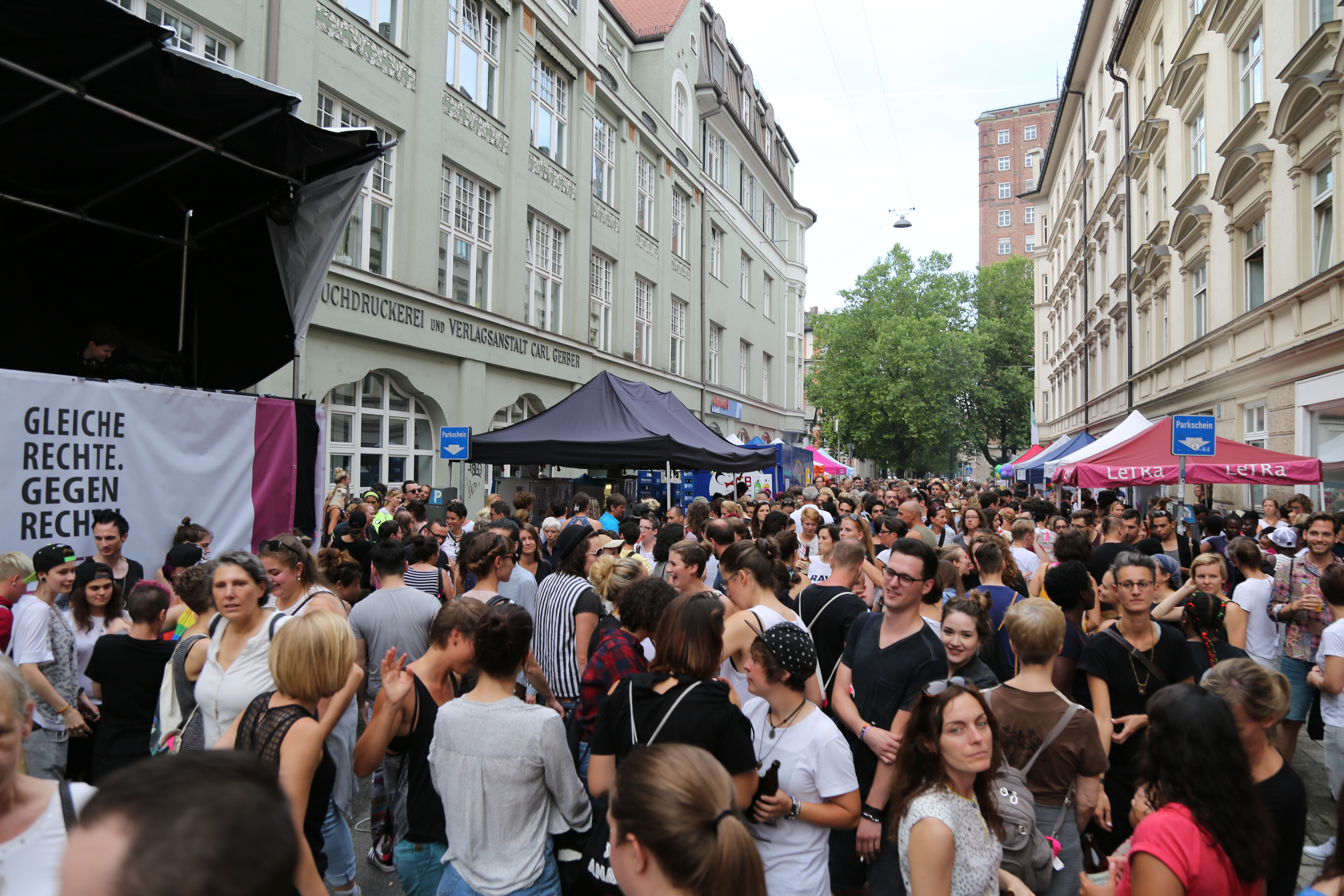
Angertorstraßenfest 2017

Das Angertorstraßenfest war ein lesbisches, queeres, buntes Straßenfest in München. Es fand von 2006 bis 2019 jährlich an einem Samstag im Juli statt und eröffnete die Pride Week.
Verschiedene Einrichtungen der Münchner lesbisch-schwulen-trans Szene waren mit Infoständen vertreten und informieren über ihre Arbeit. Das Angertorstraßenfest galt als größtes lesbisches Straßenfest Bayerns.

## Geschichte und Organisation
Die Angertorstraße ist eine kleine Straße am Rand des schwul-lesbisch geprägten Glockenbachviertels, in der sich auch die Lesbenberatungsstelle LeTRa befindet. Das Fest wurde erstmals 2006 zum 10. Geburtstag von LeTRa gefeiert und wird seitdem von der Beratungsstelle und dem Zentrum des Lesbentelefon e. V., München ausgerichtet, der Trägerverein für LeTRa ist.
Aufgrund der COVID-19-Pandemie fielen die Feste 2020 – 2021 aus, seit 2022 findet ein lesbisches Straßenfest anderer Organisatoren im Rahmen der Pride-Week auf dem Stephansplatz direkt im Glockenbachviertel statt.